# سورن مادسن
سورن مادسن (بالدنماركية: Søren Madsen)‏ هو مجدف دنماركي، ولد في 31 مايو 1976 في ميدلفارت في الدنمارك.

## وصلات خارجية
- سورن مادسن على موقع الاتحاد الدولي للتجديف (الإنجليزية)
- سورن مادسن على موقع اللجنة الأولمبية الدولية (الإنجليزية)
- سورن مادسن على موقع أوليمبيديا (الإنجليزية)